# The New Bill Cosby Show
Il New Bill Cosby Show è un varietà televisivo statunitense prodotto dal 1972 al 1973, condotto da Bill Cosby, ed andato in onda per una stagione sul canale televisivo CBS.

## Descrizione
The New Bill Cosby Show fu un tentativo di sfruttare la popolarità di Bill Cosby all'epoca, che aveva recitato in precedenza nella sitcom The Bill Cosby Show e nella serie tv Le spie oltre ad avere pubblicato numerosi album comici di successo negli anni sessanta. La sigla di apertura era Chump Change di Quincy Jones. Il cast fisso del programma comprendeva, oltre a Cosby, anche Lola Falana, Susan Tolsky, Foster Brooks, Oscar DeGruy, Pat McCormick, Ronny Graham e Ray Jessel.

## Accoglienza
Lo show ebbe bassi indici d'ascolto, in parte a causa della concorrenza del programma Monday Night Football della ABC, e fu cancellato dopo una sola stagione.
Per la sua performance, nel 1973 Cosby ricevette una nomination ai Golden Globe nella categoria Best Actor in a Television Series - Musical or Comedy.